# جويس باول (مغنية)
جويس باول (بالإنجليزية: Joyce Paul)‏ هي مغنية أمريكية، ولدت في 1937، وتوفيت في 15 فبراير 2016.